# Jules Andrieu
Pour les articles homonymes, voir Andrieu.
Jules Louis Andrieu, né le 30 septembre 1838 à Paris et mort le 25 février 1884 à Jersey, est une personnalité de la Commune de Paris.

## Biographie
Employé de préfecture, il dirige de 1863 à 1870, un cours secondaire pour les ouvriers. Il publie Histoire du Moyen Âge (1866) et Philosophie et Morale (1867). Il collabore à La Tribune Ouvrière, publiée par l'Association internationale des travailleurs. Après la proclamation de la République le 4 septembre 1870, il est nommé chef du personnel de l'Hôtel de Ville de Paris. Aux élections complémentaires au Conseil de la Commune le 16 avril, il est élu par le Ier arrondissement avec 1 836 voix. Il siège à la commission Exécutive et à la Commission des Services publics, dont il devient le Délégué. On le chargea du décret ordonnant la démolition de la maison d'Adolphe Thiers mais abandonna la mission à Fontaine. Membre de la Minorité au conseil de la Commune, il vote contre la création du Comité de Salut public. Il contresigna l'arrêté réquisitionnant le pétrole. Le 28 avril, il déclara lors d'un discours : 

« Non seulement nous ne sommes pas des insurgés, mais nous sommes plus que des belligérants, nous sommes des juges. Eh bien, je crois qu'il y aurait un grand danger à réclamer un titre inférieur à notre qualité véritable. »

Après la Semaine sanglante, il se réfugie en Angleterre où il enseigne le latin et la littérature française. Évoluant dans les cercles communards de Londres, il y fréquente Rimbaud et Verlaine, ce dont témoigne une lettre de Rimbaud à Verlaine (7 juillet 1873), où son nom est mal orthographié [Andrieux]. Rimbaud semble laisser entendre qu'Andrieu – comme les communards en exil – n'aime pas sa relation avec Verlaine, peut-être par une sorte d'homophobie, mais le mot, anachronique, ne figure naturellement pas.
Plus récemment, une nouvelle lettre a été découverte en 2019 : Rimbaud écrit à Jules Andrieu pour lui proposer un projet de livre (lettre dite de "l'histoire splendide", 16 avril 1874).
Après l'amnistie de 1880, le ministère Gambetta le nomme vice-consul de France à Jersey, où il meurt en 1884.
Il a laissé des Notes pour servir à l'histoire de la Commune de Paris en 1871.
Jules Andrieu a épousé Alix de Guéroust le 24 mai 1862, dont il a eu quatre enfants.

## Œuvres
- Chiromancie. Études sur la main, le crâne, la face, J. Taride, 1860.
- Histoire du Moyen Âge, 1866.
- Philosophie et morale, 1, rue Baillif, 1867.
- Notes pour servir à l'histoire de la Commune de Paris de 1871, Payot, 1971, rééd. Spartacus (1984), rééd. Libertalia (éditions) (février 2016), présentation de Maximilien Rubel et Louis Janover.

## Liens

### Articles contextuels
- Élections municipales du 26 mars 1871 à Paris